# Fort Liédot
Le fort Liédot, à l'origine fort de la Sommité, car construit sur le terrain le plus élevé de l'île (9 m d'altitude), est une fortification située au nord-est de l'île d'Aix dans le département de la Charente-Maritime. Initialement à visée défensive à la demande de Napoléon Ier, il a rempli tour à tour bien d'autres fonctions : lieu de détention, cible d'expériences de tir, puis colonie de vacances de l'Armée. Destination prisée des randonneurs et des cyclistes, il est aujourd'hui ouvert aux visites guidées.

## Histoire

Localisation au nord-est de l'île.

Le 5 août 1808, Napoléon Ier s'étant rendu sur l'île d'Aix pour une visite d'inspection, décide la construction d'un fort indestructible et imprenable sur sa partie est, afin d'empêcher tout débarquement ennemi et en dessine lui-même les premières esquisses. Quant à l'implantation, le choix de l'Empereur se porte sur le point haut du nord-est de l'île, d'où le premier nom de la forteresse, « fort de la Sommité ».
La construction, qui durera 24 ans, débute à partir de 1810, sous les directives de l’ingénieur Thuillier, d’un fort carré, doté d’un bastion à chaque pointe, de 90 mètres de côté et de 7 mètres de haut, dont la cour centrale mesure 30 mètres de côté. On entreprend la construction d'une tour-modèle no 1. Les blocs de pierre constituant le fort sont charriés via la Charente depuis les carrières de Crazannes près de Saint-Savinien. En 1812, le fort est renommé Fort Liédot, en hommage au colonel du même nom, mort pendant la campagne de Russie. À son achèvement en 1834 la tour projetée initialement a été transformée en redoute-modèle no 1. C'est le seul exemplaire de ce type.
Ce fort témoigne de la maîtrise des officiers du Génie dans l'art de bâtir. Il est implanté sur le point haut de l'île, et est semi-enterré pour échapper aux tirs de l'artillerie. Pourtant, il ne subit d'autres attaques que les tirs d'entraînement de l'armée française en 1863. Il sert surtout de lieu de détention pour des prisonniers politiques, notamment pendant l'insurrection de la Commune à Paris en 1871. Le plus célèbre prisonnier a été Ahmed Ben Bella, le futur premier Président de la République d'Algérie qui y est retenu de 1959 à 1961, ainsi que quelques-uns de ses compagnons du FLN.
Après la Seconde Guerre mondiale, la gestion du fort est confiée aux œuvres sociales du ministère des Armées qui le transforment en colonie de vacances. Des enfants y sont accueillis de 1948 à 1958, puis de 1962 à 1980.
Laissé à l'abandon pendant plusieurs années et envahi par la végétation, il est racheté en 1989 par le Conservatoire du littoral qui en assure la gestion et la réhabilitation, en collaboration avec la commune de l'Île d'Aix.
Le fort Liédot fait l’objet d’un classement au titre des monuments historiques depuis le 8 septembre 1995.

## Détenus célèbres
- Des Communards après la chute de la Commune de Paris en 1871.
- Les 81 meneurs, dont Afanasie Globa, Baltaïs, Saraïkine et Kediaïev, de la mutinerie des soldats russes à La Courtine insoumis sur le front français en 1917. Les meneurs de cette mutinerie sont envoyés à l'île d'Aix. Le 21 septembre 1917, 249 soldats russes arrivent au fort. Trois d'entre eux s'échappent à bord d'une barque en mauvais état, disparaissent et se noient. Touchés par la grippe espagnole, neuf prisonniers décèdent à l'hôpital de la Marine à Rochefort et cinq autres sont enterrés dans le petit cimetière de l'île. Il s'agit de Jean Voevodine, Ilia  Theuktistoff, Nicolas Godoff, Alexis Krevenko et Ligor Mathorin tous décédés en octobre 1918.
- Ahmed Ben Bella, dirigeant du FLN, et quatre autres de ses compagnons (Mohamed Boudiaf, Hocine Aït Ahmed, Mohamed Khider, Mostefa Lacheraf) y seront emprisonnés de mars 1959 à mai 1961[3], surveillés par une garnison d'environ 150 gendarmes. Les habitants de l'île gardent de mauvais souvenirs de ces années-là, pendant lesquelles l'île était coupée en deux et les côtes étaient surveillées jour et nuit par l'armée.

## Galerie

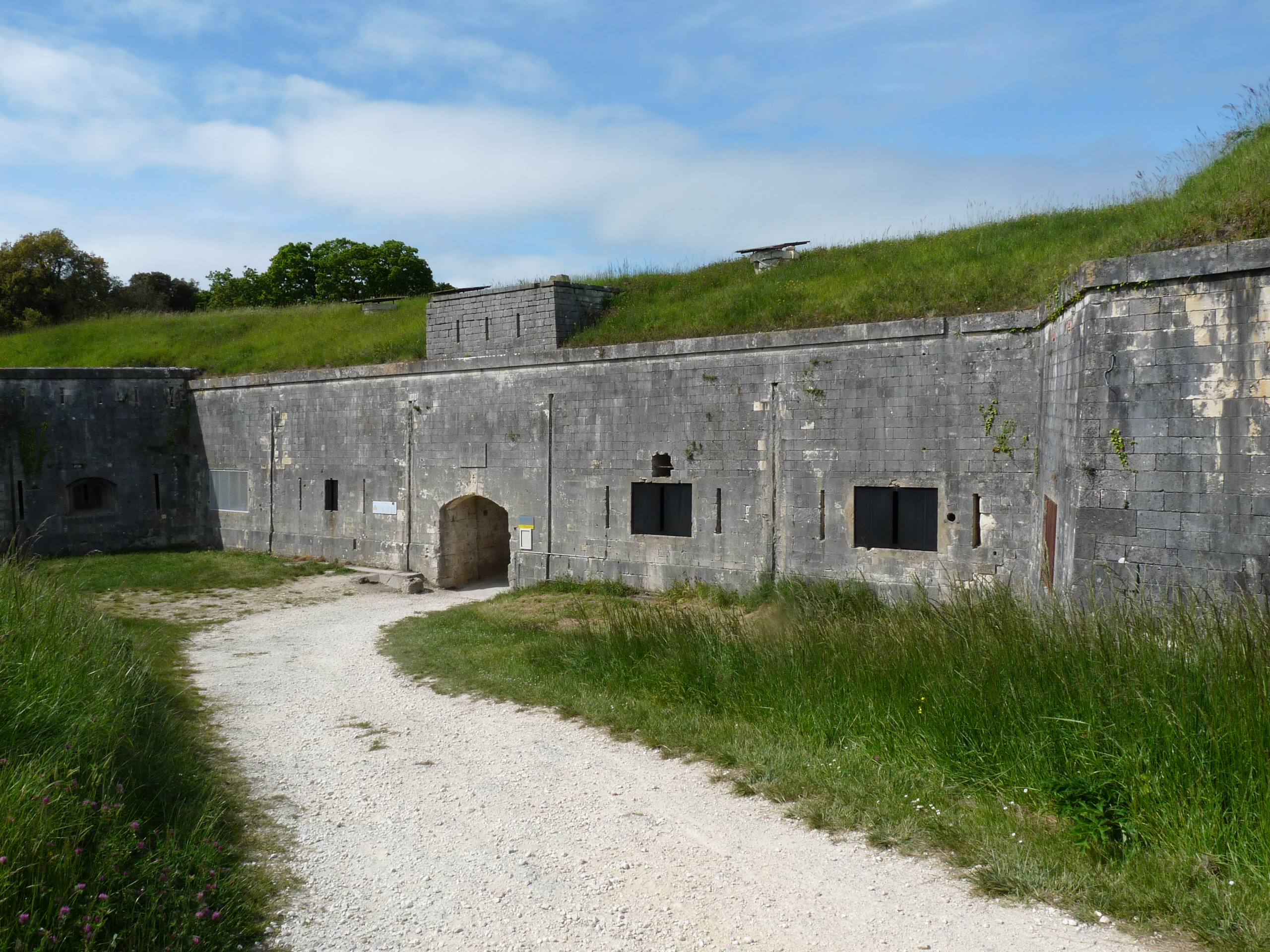
Entrée du fort
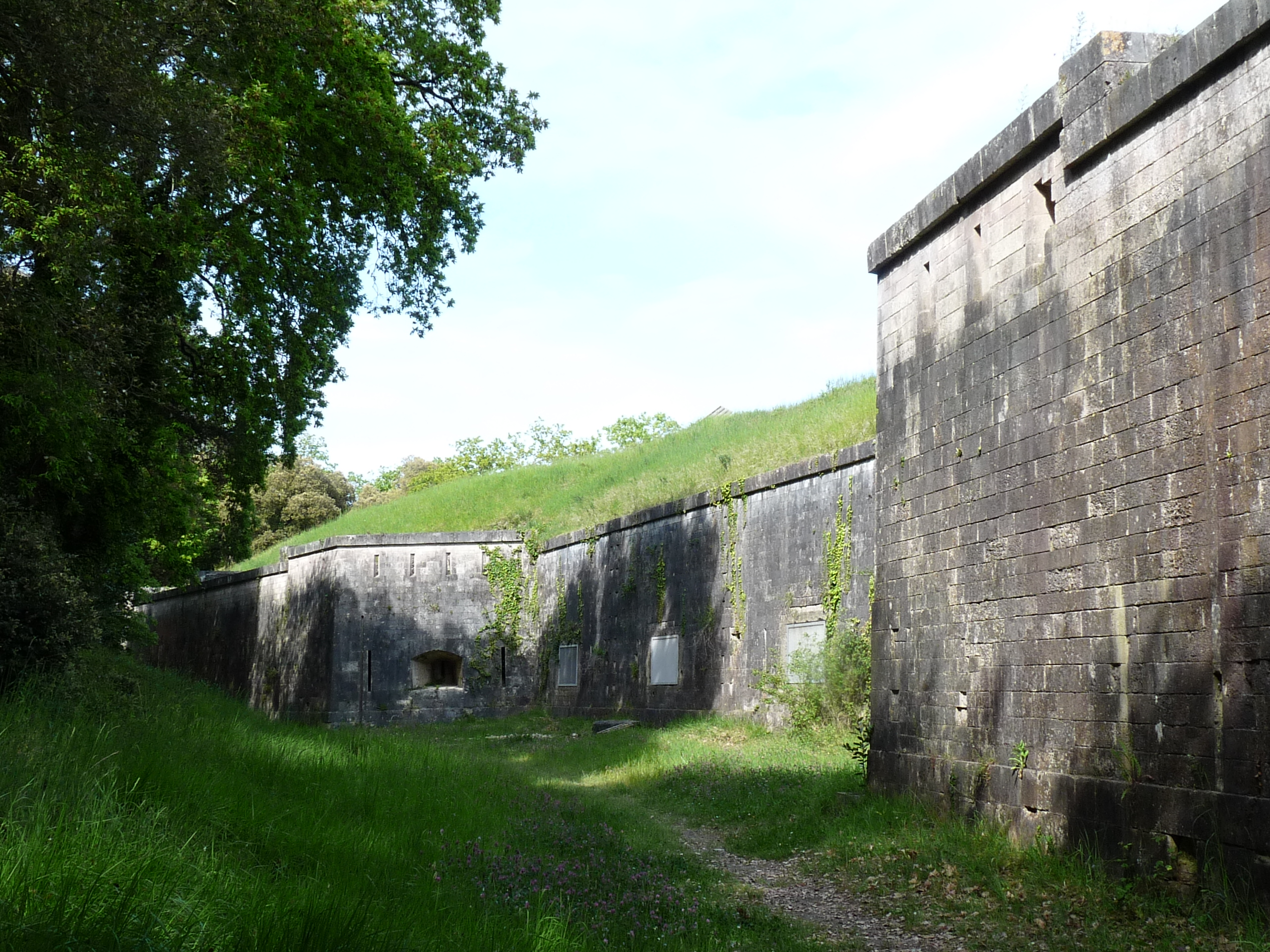
Enceinte vue de l'extérieur
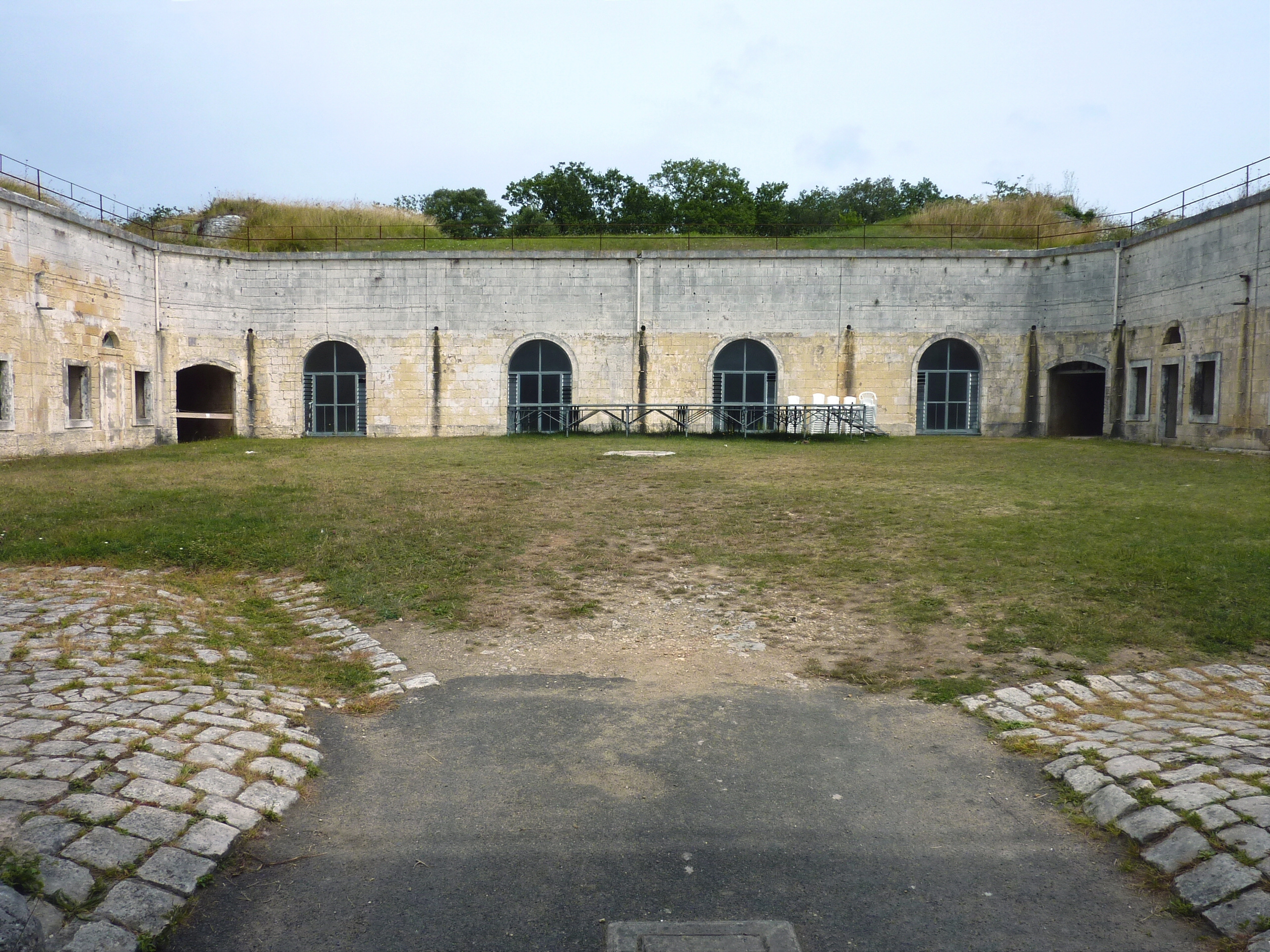
Cour intérieure (30 mètres de côté) les escaliers de part et d'autre de l'entrée du fort
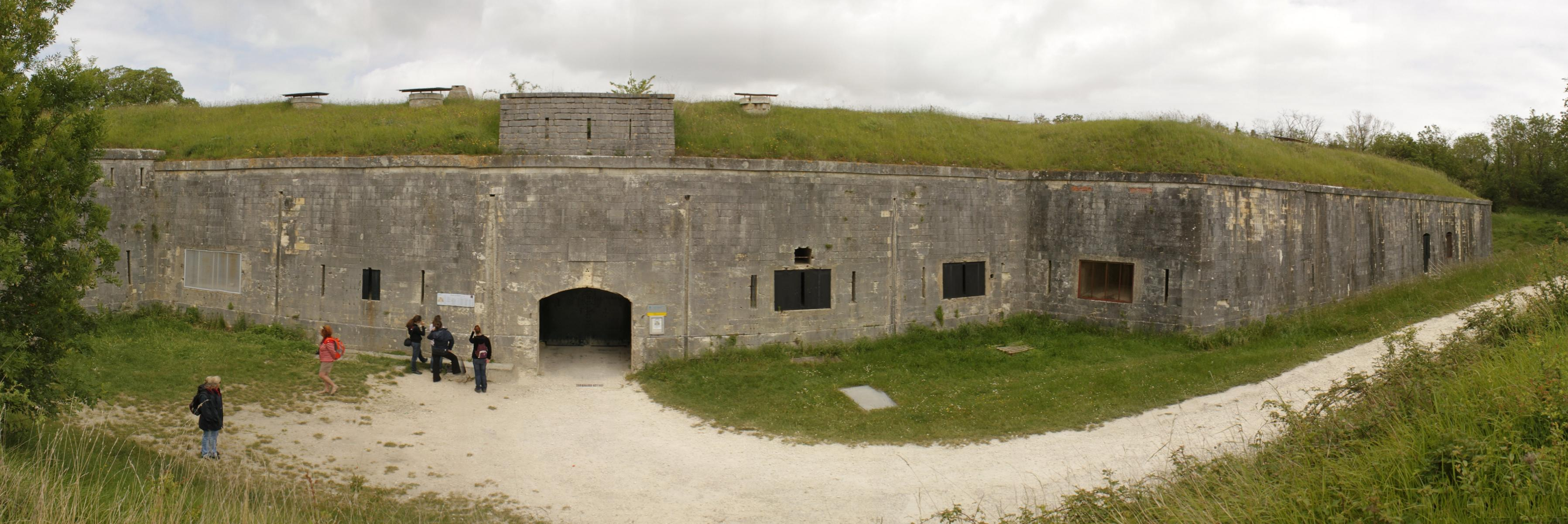
Panoramique de la façade sud-ouest.